# Ulla Castegren
Eva Ulrika (Ulla) Castegren, född Gentzel 3 november 1909 i S:t Matteus församling i Stockholm, död 13 oktober 1979 på Lidingö, var en svensk skådespelare och sångare.
Castegren, som var dotter till musikdirektör Carl Gentzel och Hildur Sandsjö, utbildade sig till musikdirektör. Hon bildade tillsammans med systern Inga Gentzel och Anna-Lisa Cronström sånggruppen Trio Rita. Hon är begravd på Botkyrka kyrkogård.

## Filmografi
- 1949 – Sjösalavår

## Diskografi
Singlar (med Trio Rita)
- 1937 – "Söderhavets Ros" / "Blommande Hawaji" (Trio Rita med Gösta Jonsson, Lasse Dahlquist och Ragnar Wiberg)
- 1941 – "Där Låg Rosornas Gård" / "Drömmarnas Tango" (Ewert Granholm & Trio Rita)
- 1941 – "I Mexikos Land" / "Drömmar" (Johnny Bode / Trio-Rita)
- 1942 – "Min Barndoms Dal" / "Jag Har En Hälsning..." (Ulla Billquist & Trio Rita / Ulla Billquist)
- 1943 – "Jag Sänder Kyssar Med Vågen" / "En Sjömans Längtan Hem" (Gösta Jonsson och Trio Rita / Gösta Jonsson)
- 1945 – "Aftonklockorna" / "Julgranen Från Mina Barnaår" (Harry Brandelius / Harry Brandelius, Trio Rita)
- 1946 – "Nu Är Det Jul..." / "Den Vackraste Gåvan Om Julen" (Lennart Frenower, Trio Rita / Lennart Frenower)

### Fotnoter
1. 1 2  ”Ulla Castegren”. Svensk Filmdatabas. http://www.sfi.se/sv/svensk-filmdatabas/Item/?type=PERSON&itemid=63091&ref=%2ftemplates%2fSwedishFilmSearchResult.aspx%3fid%3d1225%26epslanguage%3dsv%26searchword%3dUlla+Castegren%26type%3dPerson%26match%3dBegin%26page%3d1%26prom%3dFalse. Läst 20 februari 2013.
2. ↑  Castegren-Mattsson, I Marianne i Vem är hon: kvinnor i Sverige: biografisk uppslagsbok (1988)
3. ↑  SvenskaGravar